# 軽快電車
軽快電車（けいかいでんしゃ）とは日本船舶振興会の補助で、20年に及ぶ路面電車の技術空白期を埋め、省エネや路面電車復権のため日本鉄道技術協会で開発された車両の呼び名である。

## 開発前夜
1977年（昭和52年）に東京都電7000形が車体更新された。車体のみの新製であるため、技術的には従来技術の車両に当たるが、前面一枚窓をはじめ従来の路面電車と一線を画するデザインであり、軽快電車の登場に大きな影響を与えた。

## 軽快電車の開発

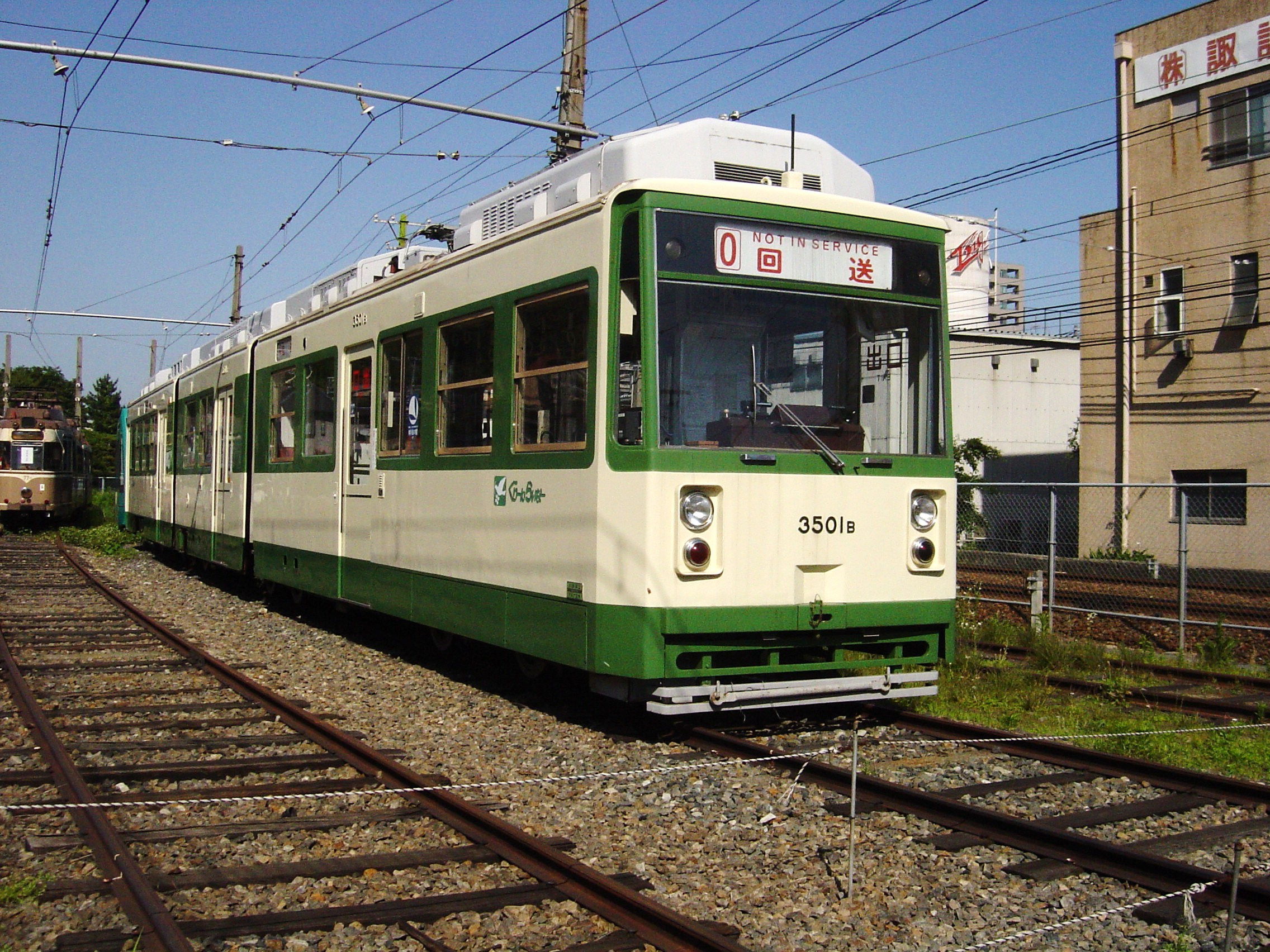
広島電鉄3500形 荒手車庫（許可を得て撮影）　2004年6月撮影

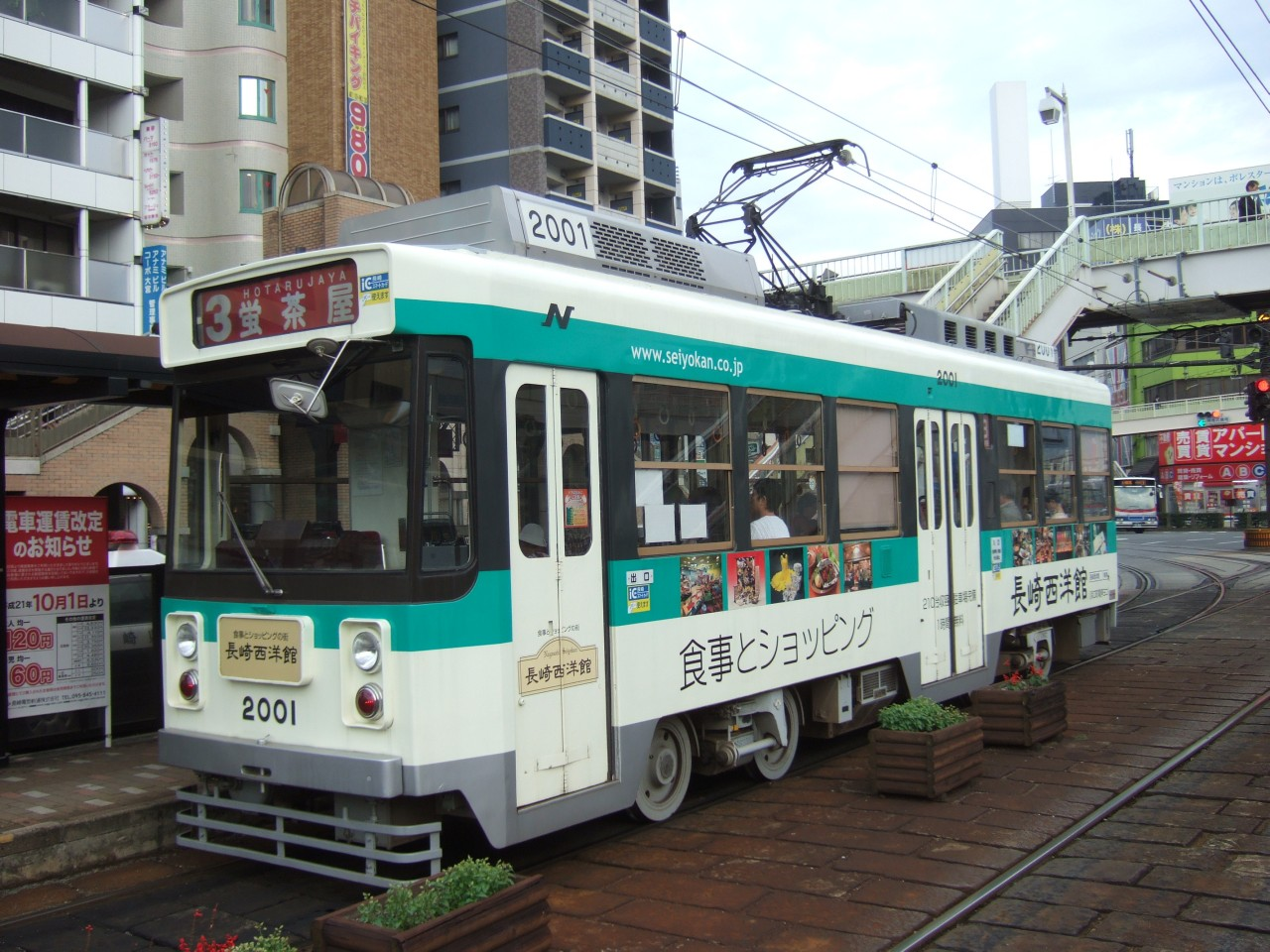
長崎電気軌道2000形 長崎駅前停留場　2009年10月撮影

1960年代後半以降、日本においてはモータリゼーションによる路線廃止とその余剰車の譲受によって路面電車の新造がほぼ途絶え、僅かに建造された新造車も、労働争議の影響もあって従来のシステムを踏襲するに留まり、技術的には完全に停滞状態に陥っていた。このため1970年代後半にはモータリゼーションの嵐を乗り切った当時の西ドイツなどの路面電車先進国と比較した場合、日本の路面電車は著しく見劣りするばかりか、以後発生するであろう老朽車群の代替用新造車の製造さえままならない、という状況に追い込まれていた。
この問題を解決するには「完全新規設計で高性能路面電車を開発する必要がある」と判断された。そこで、路面電車を近代的な公共交通機関として再生を目指して1978年、日本鉄道技術協会内に運輸省・学識経験者・鉄軌道事業者、そしてメーカの代表で構成される開発委員会が設置され、日本船舶振興会の資金援助の下で各要素技術ごとの開発が、車輌・機器メーカー各社とユーザーである幾つかの路面電車経営企業の共同作業で進められることになった。
こうして誕生したのが軽快電車である。
足かけ3年に及ぶ技術開発の末1980年（昭和55年）夏に、それらの新開発機器を搭載した実用試験車として広島電鉄3500形3車体連接車1編成、およびその技術を反映した車両として長崎電気軌道2000形2両が、それぞれ竣工した。

## 軽快電車のシステム
軽快電車の開発には川崎重工業（現：川崎車両）・東急車輛製造（現：総合車両製作所）・アルナ工機（現：アルナ車両）・三菱電機・東洋電機製造・富士電機・住友金属工業（現：日本製鉄）・
日本エヤーブレーキ（現ナブテスコ）が参加し、それぞれが構体や機器類を分担して製造し、組立を川崎重工業兵庫工場で実施した。
システム的には、直流複巻式電動機で回生ブレーキを常用する電機子チョッパ制御、応答性が良く強力な油圧キャリパー方式ディスクブレーキと、これを制御する電気指令式ブレーキシステム、主電動機の両端軸からハイポイドギアと中空軸カルダン継手を介して車軸を駆動するモノモーター方式直角カルダン駆動、車輪のリムに防音リングを圧入した防音車輪を装備するインサイドフレーム式空気バネ台車、それに冷暖房兼用可能なヒートポンプ式空調装置、と開発当時の高速電車用技術を可能な限りコンパクト化の上で持ち込み、更に欧米の先行事例を参考に、路面電車ならではの新技術を採用している事が窺える。
人間工学的考察も行われ、特に運転士の運転作業改善のために1軸両手式のワンハンドルマスコンなどが採用され、後の路面電車の新造車設計に長く踏襲された。
もっとも、この内チョッパ制御やインサイドフレーム式台車の採用は、参加メーカーの一つである東急車輌製造がボーイング・バートル社の下請けとして1970年代中盤に設計した、サンフランシスコ市営鉄道（Muni:San Francisco Municipal Railway）およびマサチューセッツ湾輸送公社（MBTA:Massachusetts Bay Transportation Authority）向け標準ライトレール車両（SLRV:Standard Light Rail Vehicle）で既に実績があったものであり、この軽快電車の開発に当たっては、そういった参加各メーカーの輸出車両開発経験が持ち寄られ活用されただけでなく、以後、各社が製造を担当する輸出向け車両のための技術蓄積という意図も含まれていた。

## その後の影響
この後、参加メーカーの一つであるアルナ工機が1980年代に車体を製作した岡山電気軌道7000形を皮切りに、日本に残る路面電車の殆どに、軽快電車の影響を受けた車両が導入され、現在のLRV導入の動きやライトレールブームへの地ならしとなった。
軽快電車で開発されたチョッパ制御システムは広島電鉄800形に、車体構造は初のVVVF制御車となった熊本市電8200形に引き継がれた。

## 参考サイト
- 長崎の路面電車 - ウェイバックマシン（2003年12月24日アーカイブ分）